# Liste des sites Ramsar en Arménie
Cet article recense les zones humides d'Arménie concernées par la convention de Ramsar.

## Statistiques
La convention de Ramsar est entrée en vigueur en Arménie le 6 novembre 1993. En janvier 2020, le pays compte trois sites Ramsar, couvrant une superficie de 4 935,11 km2 (soit près de 17% du territoire arménien).

## Liste
| Site                           | Marz        | Notes                                                                       | Date            | Superficie (km²) | Altitude (m)  | Identifiant Ramsar | Identifiant WDPA | Coordonnées                       | Photo |
| ------------------------------ | ----------- | --------------------------------------------------------------------------- | --------------- | ---------------- | ------------- | ------------------ | ---------------- | --------------------------------- | ----- |
| Lac Sevan (en)                 | Gegharqunik | Le parc national comprend le lac Sevan et ses environs                      | 7 juin 1993     | 4 902,31         | 1 899 - 3 597 | 620                | 67760            | 40° 15′ 43″ nord, 45° 21′ 18″ est |       |
| Parc national du lac Arpi (en) | Shirak      | Le parc national comprend le lac Arpi et ses environs                       | 7 juin 1993     | 32,30            | 1 999 - 2 047 | 621                | 67761            | 41° 03′ 32″ nord, 43° 38′ 35″ est |       |
| Marais de Khor Virap (en)      | Ararat      | La zone protégée tire son nom du monastère de Khor Virap, situé à proximité | 25 janvier 2007 | 0,50             | 813 - 817     | 1989               | 555543055        | 39° 53′ 13″ nord, 44° 34′ 16″ est |       |